# أوبرلين (شخصية)
أوبرلين (31 أغسطس 1740 - 1 يونيو 1826) هو قسيس وفاعل خير من منطقة الألزاس. وقد عُرف باسم جون فريدريك أوبرلين (بالإنجليزية: John Frederic(k) Oberlin)‏.

## الحياة
ولد أوبرلين ليوهان جورج أوبرلين (1701-1770)، الذي يعمل معلمً، وماريا ماجدالينا (1718-1787)، ابنة المحامي يوهان هاينريش فيلتز، في 31 أغسطس 1740 في مدينة ستراسبورج الناطقة بالألمانية، حيث درس اللاهوت. في عام 1766 أصبح راعياً بروتستانتياً لـوالباخ (الآن والديرسباتش)، وهي منطقة نائية وقاحلة في (بان دو لاروش / ستينتال)، وهو وادي في فوج على حدود الألزاس ولورين.
شرع أوبرلين في تحسين الوضع المادي والكنسي للسكان. بدأ بتشجيع بناء الطرق عبر الوادي وتشييد الجسور، وحشد الفلاحين للمشروع بمجهوده الشخصي. قدم نظام الزراعة المحسن. أقيمت منازل ريفية كبيرة، وتم إدخال العديد من الفنون الصناعية. أسس مكتبة متنقلة، ومدارس للأطفال، وأنشأ مدرسة رهبانية في كل قرية من القرى الخمس في الرعية. في العمل التعليمي حصل على مساعدة كبيرة من مدبرة منزله، لويزا شابلر (1763-1837). مارس الطب الذي أستفاذ منه السكان، وأسس بنك الادخار والإقراض وأدخل صناعة القطن.
إلى جانب كل هذا، كان أوبرلين رجلًا ذو ثأتير، وكثيراً ما تم تسميته «قديس الكنيسة البروتستانتية» وراعيًا ممتازًا، كان يكرز كل شهر بثلاث خطب بالفرنسية وواحدة باللغة الألمانية. في عام 1812، قام دانيال ليجراند بزيارة ستينثال (بان دولا روش)، حيث التقى بأوبرلين، الذي عاش في والباخ. سقط ليجراند تحت سحر القس، وانتقل بمصنع الشريط الخاص به إلى قرية أورباخ بالقرب من والدرسباخ، حيث عاش بقية حياته.
توفي أوبرلين في فالدسباخ في 1 يونيو 1826 وتم دفنه بتجمع كبير من الشرف والمودة في أورباخ (الآن فودي، باس رين).

## ميراث
وقد أطلق على أوبرلين اسم «المنظر الحقيقي للمسيحية الاجتماعية في فرنسا». حفيد صديق أوبرلين دانيال ليجراند تومي فالو، هو مؤسس «المسيحية الاجتماعية». دعا ليجراند وروبرت أوين (1771-1853) من ويلز، وهو صناعي آخر، إلى إنشاء منظمة دولية مكرسة لإصلاح قوانين العمل. كانت دور أوبرلين للأيتام بداية للعديد من مؤسسات «أوبرلينفيرين» لحماية الأطفال، مثل تلك في ليونبرغ، بوتسدام، والديدان.
تم تسمية مدينة أوبرلين، أوهايو، وهي مستعمرة مسيحية، ومحورها الرئيسي، كلية أوبرلين، كلية الفنون الحرة، على اسم القسيس أوبرلين عند تأسيسها في عام 1833. كما تحمل جامعة جي إف أوبرلين في طوكيو، اليابان، أيضًا أسمه.
كان شقيقه جيريمي جاك أوبرلين عالم آثار وفيلولوجي بارز.

## روابط خارجية
- أوبرلين (شخصية) على موقع الموسوعة البريطانية (الإنجليزية)
- متحف أوبرلين في والديرسباتش
- Namesake في أوبرلين، عرض تقديمي متعدد الوسائط عن JF Oberlin